# 雅各布·维纳
雅各布·维纳（英語：Jacob Viner；1892年5月3日—1970年9月12日），加拿大经济学家，曾任教于美国芝加哥大学、普林斯顿大学，与法兰克·奈特、亨利·赛门斯并称为芝加哥经济学派的先驱。 诺贝尔经济学奖得主保罗·萨缪尔森将维纳称为1860年后出生的“美国经济学圣人（American saints in economics）”之一。

## 早期生活
雅各布·维纳1892年出生于加拿大魁北克的一个犹太家庭，父母是来自罗马尼亚的移民。1914年，维纳本科毕业于加拿大麦吉尔大学，后于1922年获得美国哈佛大学经济学博士学位。

## 学术生涯
维纳于1916-1917年、1919-1946年间任教于美国芝加哥大学，成为芝加哥经济学派的先驱。该学派的领军人物米尔顿·弗里德曼是维纳的学生。
1946年起，维纳任教于普林斯顿大学，直至1960年退休。1947-48年、1950-1970年间，他也是普林斯顿高等研究院的成员之一。

## 从政经历
维纳曾担任前美国财政部长小亨利·摩根索的顾问，是富兰克林·罗斯福总统的行政班子成员。第二次世界大战期间，他也曾在美国外交关系协会任职。

## 学术思想

### 经济学
大萧条时期，维纳是约翰·梅纳德·凯恩斯及其学说的反对者。他认为凯恩斯的分析是有漏洞的，而且其理论不是长久有效的。

### 原子弹
维纳曾在1945年原子能管控会议（Conference on Atomic Energy Control）上发言, 强调“原子弹是最廉价的杀人工具”、“原子弹对维护和平有帮助”。这让他成为了核威慑理论的创立者之一。